# Гаплогруппа I6 (мтДНК)
Гаплогруппа I6 — гаплогруппа митохондриальной ДНК человека.

## Описание
Гаплогруппа I6 — редкая митохондриальная гаплогруппа, принадлежащая к макрогаплогруппе N. Образовалась около 15 000-20 000 лет назад, вероятно, в регионе Передней Азии или Южного Кавказа. Встречается преимущественно в Европе (особенно в Южной и Восточной), на Кавказе и в Западной Азии.
Гаплогруппа делится на несколько субкладов, включая I6a и I6b, каждый из которых имеет уникальное географическое распределение. Основные находки зафиксированы в Италии, Германии, России (Северный Кавказ), Турции и Иране.
I6 представляет особый интерес для генетиков как маркер древних миграционных путей из Анатолии в Европу в эпоху неолита, а также более поздних перемещений кочевых народов в бронзовом веке. Её редкое распространение делает её важным объектом для изучения изолированных популяций и генетической истории Евразии.

## Палеогенетика
Гаплогруппа I6 митохондриальной ДНК обнаружена в нескольких значимых археологических находках, относящихся к разным историческим периодам.

### Халколит
Доисторический Левант
- Peqi’in cave __ Пкиин, Северный округ (Израиль) __ 4500–3900 BCE.[1]
  - I1160 | CHPKL101B-011 __ М __ T1a1a1b2 (T-CTS2214) # I6 > I6a
  - I1178 | CHPKL109L-015 __ М __ T1a1a (T-Y4119) # I6

### Бронзовый век
Лчашен-мецаморская культура
- I19334 | P5942; 1985 __ Карашамб __ Котайкская область, Армения __ 1250–1100 BCE (3125±43 BP) __ М __ I2 (I-L596) > I-Z26403 # I6.[2]

### Железный век
Пунийцы
- I4798 | 3 Motya - Archaic Necropolis - T.246 __ Мотия __ Трапани, Сицилия, Италия __ 723-404 calBCE (2415±20 BP, PSUAMS-5506) __ М __ J2b2a1 (J-Z600) # I6.[3]

Норик (римская провинция)
- R10667 __ Wels(Ovilava)_Gr. 59 __ Вельс, Верхняя Австрия, Австрия __ 124–217 calCE (1875±15 BP, UCIAMS-235912) __ М __ I2a1b1b1a1~ # I6b.[4]

## Публикации
2018
- Harney É, May H, Shalem D, et al. (August 2018). Ancient DNA from Chalcolithic Israel reveals the role of population mixture in cultural transformation. Nature Communications. 9 (1): 3336. doi:10.1038/s41467-018-05649-9. PMC 6102297. PMID 30127404.

2022
- Lazaridis I, Alpaslan-Roodenberg S, Acar A, et al. (August 2022). The genetic history of the Southern Arc: A bridge between West Asia and Europe. Science. 377 (6609): eabm4247. doi:10.1126/science.abm4247. PMC 10064553. PMID 36007055.

2024
- Antonio ML, Weiß CL, Gao Z, et al. (January 2024). Stable population structure in Europe since the Iron Age, despite high mobility. ELife. 13: e79714. doi:10.7554/eLife.79714. PMC 10827293. PMID 38288729.{{cite journal}}:  Википедия:Обслуживание CS1 (не помеченный открытым DOI) (ссылка)

2025
- Ringbauer H, Salman-Minkov A, Regev D, et al. (April 2025). Punic people were genetically diverse with almost no Levantine ancestors. Nature. doi:10.1038/s41586-025-08913-3. PMID 40269169.